# Станіслав Остророг (воєвода)
Станіслав Остророг гербу Наленч (пол. Stanisław Ostroróg; бл. 1400 — 1477) — польський магнат, політичний та військовий діяч, дипломат часів Польського королівства.

## Життєпис
Походив з польського шляхетського роду Остророгів. Старший син Сендзівуя Остроруга, познанського воєводи. Народився близько 1400 року. 1419 року вступив до Краківської академії.
1432 року отримав уряд підстолія каліського та бжесць-куявське староство (від батька). Водночас став помічником батька в генеральному старостві Великопольщі. 1436 року обирається до Серадзького сеймику. 1438 року був представником Познанського воєводства (як тимчасовий підкоморій познанський) на коронаційному сеймі Владислава III. 1439 року став генеральним старостою великопольським. Втім вже 1440 року втратив цей уряд.
1445 року отримав староство мендзижецьке. 1446 року як посол Пйотрокувського сейму прибув до Литви з закликом до Казимира Ягеллончика посісти трон Польщі. 1448 року вдруге став генеральним старостою великопольським (до 1451 року). 1449 року стає каштеляном Гнєзно. Того ж року оженився, отримавши як віно 400 гривен.
Навесні 1453 року стає каліським воєводою. Брав участь у Тринадцятирічній війні. Спочатку сприяв захопленню Торуня. Втім у битві біля Хойніце Станіслав Остророг не витримав удару кінноти та піхоти Тевтонського ордену, почавши відступ, що перейшов у загальну втечу польської армії.
1455 року очолював успішні перемовини з Фрідріхом II, курфюрстом Бранденбургу, щодо його посередництва між Польщею та Тевтонським орденом. Того ж року з найманим військом зайняв Грудзьондз, відбивши атаки тевтонців. 1456 року придушив заворушення в Торуні. Водночас представляв короля польського в сеймику Великої Польщі та в Великому князівстві Литовському.
1462 року здійснив дипломатичну поїздку до богемського короля Їржі. 1463 року увійшов до комісії, що вела перемовини з Тевтонським орденом. Результатом стало укладання 1466 року Другого Торунського миру.
У 1467 і 1468 роках їздив з дипломатичними дорученнями до короля Їржі та 1469 року — угорського короля Матяша, намагаючись здобути вигоду у конфлікті між Богемією та Угорщиною — передати богемський трон синові Казимира IV. також велися перемовини з угорським королем щодо укладання шлюбних угод між династіями.
1470 року намагався отримати від імператора Священної Римської імперії Фрідріх III Габсбурга гарантування виконання Тевтонським орденом умов Другого Торунського мирного договору та визнання рішення сейму Богемії про обрання королем Владислава, сина Казимира IV. Результатом було укладання Грацького договору.
1471 року прибув до Кенінгсберга, де вів перемовини з великим магістром Генріхом Реффле фон Ріхтенбергом щодо визнання влади Польщі в єпископстві Вармія. Того ж року був в Празі присутній на коронуванні Владислава II королем Богемії. Підтримував ідею надання останньому корони Угорщини. вів перемовини з цього приводу з пропольською партію Угорського королівства. У 1472 році Остророг брав участь у війні проти князівства Жаганського, васала Угорщини. 1473 року увійшов до комісії, що почала перемовини з Угорщиною про укладання миру, що й було здійснено 1474 року.
1475 року призначено воєводою познанським. Того ж року організував шлюб Софії, доньки польського короля, з Фрідріхом I, маркграфом Бранденбург-Ансбах. Невдовзі після цього супроводжував іншу королівську доньку Ядвігу до чоловіка Георга Багатого, герцога Ландсгут-Баварського. 1476 року брав участь у перемовинах з Тевтонським орденом щодо боротьби проти вармійського князя-єпископа Миколу фон Тунгена.
Наприкінці 1476 року повернувся до Познані, де помер 1477 року.

## Родина
Дружина — Беата Бистрицька
Діти:
- Ян (1436—1501), познанський воєвода, письменник